# Smartwings Poland
Smartwings Polonia Sp. z o.o., precedentemente Travel Service Polska Sp. z o.o., è una compagnia aerea charter polacca con sede a Varsavia. La compagnia ha iniziato ad operare nel maggio 2012 dall'aeroporto Chopin di Varsavia ed è una sussidiaria della compagnia aerea ceca Smartwings. Nell'ambito di un esercizio di rebranding nel 2018, Smartwings Poland, insieme ad altre società del gruppo Travel Service, ha cambiato il proprio nome da Travel Service a Smartwings.

## Flotta
A dicembre 2022 la flotta di Smartwings Poland è così composta: